# Chroniques oubliées
Chroniques oubliées est une gamme de jeu de rôle français édité par Black Book Éditions depuis 2009. 

## Principes généraux
Chroniques oubliées est une gamme de jeu de rôle lancé en 2009 fondé sur un système utilisant un Dé à vingt faces, initialement dans un monde médiéval fantastique (Chroniques Oubliées Fantasy), puis élargie à d'autres univers (Chroniques Oubliées Contemporain, Cthulhu ou encore Galactique). 